# Anidarnes brevicauda
Anidarnes brevicauda is een vliesvleugelig insect uit de familie Torymidae. De wetenschappelijke naam is voor het eerst geldig gepubliceerd in 1993 door Boucek.